# Neurophyseta ursmaralis
Neurophyseta ursmaralis là một loài bướm đêm trong họ Crambidae.